# Fibroblasten-Wachstumsfaktor 18
Der Fibroblasten-Wachstumsfaktor 18 (FGF-18, von engl. Fibroblast Growth Factor 18) ist ein Signalprotein aus der Familie der Fibroblast Growth Factors, das in Wirbeltieren vorkommt.

## Genetik
Beim Menschen befindet sich das für FGF-18 kodierende FGF18-Gen auf Chromosom 5 Genlocus q34. Es wurde erstmals 1998 beschrieben und besteht aus 1999 Basenpaaren. Das Genprodukt besteht bei Maus, Ratte und Mensch zunächst aus 207 Aminosäuren. Durch posttranslationale Modifikation werden die ersten 27 Aminosäuren – das Signalpeptid – abgeschnitten, sodass die übrigen 180 Aminosäuren das freie FGF-18 bilden. FGF-18 ist wahrscheinlich an ein oder zwei Aminosäuren glykosyliert und hat daher eine molare Masse von etwa 23 kDa.
Beim Menschen ist die nachfolgende Sequenz im Einbuchstabencode gegeben:
```
MYSAPSACTC LCLHFLLLCF QVQVLVA (Signalpeptid)
EEN VDFRIHVENQ TRARDDVSRK QLRLYQLYSR
TSGKHIQVLG RRISARGEDG DKYAQLLVET DTFGSQVRIK GKETEFYLCM NRKGKLVGKP
DGTSKECVFI EKVLENNYTA LMSAKYSGWY VGFTKKGRPR KGPKTRENQQ DVHFMKRYPK
GQPELQKPFK YTTVTKRSRR IRPTHPA

```

## Funktion
Wie alle Mitglieder der FGF-Familie ist FGF-18 an einer Vielzahl von biologischen Prozessen, wie beispielsweise die embryonale Entwicklung, Zellwachstum, Morphogenese, Wundheilung, sowie Tumorwachstum und -infiltration beteiligt. In verschiedenen Modellorganismen stimuliert FGF-18 als Wachstumsfaktor die Proliferation unterschiedlicher Zellgewebe, speziell in Leber und Dünndarm.
Bei einigen Tumoren, wie beispielsweise dem Kolorektalen Karzinom ist die Expression von FGF-18 hochreguliert.
Bei der Ossifikation (Knochenbildung) und Chondrogenese (Knorpelbildung) scheint FGF-18 eine wichtige stimulierende Funktion zu haben.

## Therapeutisches Potenzial
Aufgrund seiner vielfältigen Funktion bei der Entstehung, potenziell auch bei der Vermeidung beziehungsweise Behandlung von Erkrankungen, ist FGF-18 eine vielversprechende Zielstruktur (Target). Im Tiermodell konnte durch die intraartikuläre Injektion (in das Gelenk hinein) von FGF-18 die Chondrogenese zum Aufbau von Gelenkknorpel angeregt werden. Dies ist ein potenzieller Therapieansatz für arthrotische Gelenke. Ein entsprechender Wirkstoff (Sprifermin (INN), AS902330 bzw. rhFGF-18 (rekombinant produziertes humanes FGF-18)) befindet sich derzeit in der klinischen Phase III (Stand: November 2023).

## Weiterführende Literatur
- M. C. Hu, W. R. Qiu, Y. P. Wang, D. Hill, B. D. Ring, S. Scully, B. Bolon, M. DeRose, R. Luethy, W. S. Simonet, T. Arakawa, D. M. Danilenko: FGF-18, a novel member of the fibroblast growth factor family, stimulates hepatic and intestinal proliferation. In: Molecular and cellular biology Band 18, Nummer 10, Oktober 1998, S. 6063–6074, PMID 9742123. PMC 109192 (freier Volltext).